# Tarzan au cœur de la Terre

Tarzan au cœur de la Terre (Tarzan at the Earth's Core), est un roman d'aventures et de science-fiction d'Edgar Rice Burroughs, paru en 1930. Il fait à la fois partie des séries Tarzan (volume 13) et Pellucidar (volume 4).

## Résumé
Amateur de radio, Jason Gridley, qui a entendu un appel de détresse venant de Pellucidar, au centre de la Terre, est décidé à partir au secours de David Innes (voir le roman précédent du cycle, Tanar de Pellucidar). Il se rend en Afrique demander l'aide de Tarzan, qui accepte de devenir le chef de son expédition, et met au point un dirigeable spécial, le O-220, destiné à passer par l'ouverture polaire menant à Pellucidar. De son côté, Tarzan décide d'emmener avec lui une dizaine de guerriers waziris.
Après que Jason a engagé un équipage, le O-220 se dirige vers le pôle Nord et pénètre dans l'ouverture polaire qui permet d'entrer dans Pellucidar. Après quelques heures de navigation, il atterrit sur une grande plaine bordée de forêts. Tarzan est le premier à quitter le dirigeable pour explorer les environs. S'inquiétant de son absence prolongée, Jason part à sa recherche, accompagné de Von Horst et des guerriers waziris. Une attaque d'animaux sauvages les fait se séparer. Jason parvient à revenir sain et sauf au vaisseau et repart à la recherche de ses compagnons disparus à bord d'un avion de reconnaissance que l'on avait auparavant chargé sur le dirigeable. L'attaque d'un pteranodon géant le fait s'écraser près d'une chaîne de montagnes mais Jason s'en tire indemne. À terre, il sauve une jeune femme préhistorique de ses poursuivants. Elle se nomme Jana, surnommée la Fleur rouge de Zoram. Jason décide de l'escorter jusqu'à sa tribu mais, dans les montagnes, elle se querelle avec lui et le quitte. Il tente tant bien que mal de la suivre mais ils sont définitivement séparés lors d'un terrible orage.
Pendant ce temps, Tarzan, distrait par le paysage, s'était fait bêtement capturer par les Sagoths, un peuple d'hommes-singes habitant la région. Surpris que Tarzan parle le même langage qu'eux, ils décident de l'emmener à leur village, mais Tarzan comprend bientôt qu'ils complotent contre le chef de leur expédition, Tar-gash. Lorsqu'ils tentent de l'assassiner, il lui sauve la vie et parvient à s'enfuir en sa compagnie dans la forêt.
Tarzan veut retrouver ses compagnons et Tar-gash l'emmène vers une chaîne de montagnes. En chemin, ils rencontrent Thoar de Zoram, qu'ils tirent des griffes d'un phorusrhacos et qui se trouve être le frère de Jana. Ils parviennent bientôt à l'endroit où l'avion de Jason s'est écrasé et les trois hommes décident de suivre les traces de Jason et de Jana. Dans les montagnes, un pteranodon les attaque et enlève Tarzan. Le croyant mort, Tar-gash et Thoar se séparent. Mais Tarzan parvient à se libérer de l'animal puis sauve la vie d'un garçon, Ovan, qu'un ours des cavernes avait attaqué. Ovan l'emmène à son village de Clovi où il est assez bien reçu. Cependant tout se gâte lorsque des guerriers arrivent en amenant avec eux une captive, Jana. Ovan aide Tarzan et Jana à fuir par un tunnel secret. Ils descendent alors la montagne et parviennent dans une plaine où abondent les triceratops. C'est pour y être capturé par des Horibs, un peuple de lézards intelligents qui s'emparent d'humains pour les dévorer par la suite.
Dans les montagnes, Jason a rencontré Thoar et les deux hommes sont descendus dans la plaine pour tenter de retrouver Jana. Ils sont faits prisonniers par un groupe de Korsars (voir Tanar de Pellucidar) qui cherchaient des femmes pour les emmener dans leur pays. En route vers la mer, le groupe est attaqué par les Horibs, et les survivants (Jason, Thoar et quelques Korsars) sont emmenés dans leur antre en dessous de la rivière en attendant d'être mangés. Jason suggère alors à ses compagnons de creuser un tunnel pour pouvoir s'évader.
Le groupe de Horibs qui a fait prisonnier Tarzan et Jana est attaqué par les guerriers waziris qui libèrent les deux captifs. L'évasion de Jason les réunit tous, sauf Von Horst qui n'a pas été retrouvé. Ils repartent alors vers la mer où ils sont découverts par le O-220 qui survolait la région à leur recherche. Tous sont accueillis à bord et, avec l'aide des prisonniers korsars, on décide de se diriger vers leur capitale afin de délivrer David Innes. En route, ils tombent sur la flotte de l'empereur de Pellucidar qui voguait également vers la capitale korsar. La vue du dirigeable impressionne les pirates qui acceptent de délivrer leur prisonnier. Tarzan et l'équipage du dirigeable repartent alors à la surface de la Terre, mais Jason, qui s'est réconcilié avec Jana, devenue sa fiancée, a pris la décision de rester pour tenter de retrouver Von Horst. 

## Éditions

### Éditions originales américaines
- Titre: Tarzan at the Earth's Core
- Parution en magazine: The Blue Book Magazine, septembre 1929 à mars 1930
- Parution en livre: Metropolitan Books, 1930

### Éditions françaises
- 1967 : Tarzan au cœur de la Terre (OPTA)
- 1971 : Tarzan et Pellucidar (Édition Spéciale)
- 1982 : Tarzan au cœur de la Terre (Temps Futurs)
- 1989 : Tarzan au cœur de la Terre (Néo)
- 1997 : Tarzan au cœur de la Terre, dans Le cycle de Pellucidar 2 (Lefrancq)
- 2017 : Tarzan au cœur de la Terre (PRNG Editions)  (ISBN 978-2-3663-4093-8)

## Adaptations

### Bande dessinée
Le roman a été adapté en bande dessinée par Gold Key Comics dans Tarzan n°179-181, daté de novembre 1969 - janvier 1970, avec un scénario de Gaylord DuBois et les dessins de Doug Wildey.
2021 : adapté par Christophe Bec et édité aux éditions Soleil sous le titre Tarzan au centre de la terre ; dessins Stefano Raffaele et Roberto Pascual De La Torre, coloriste Dave Stewart.